# Loděnice, Brno-venkov
Loděnice là một làng thuộc huyện Brno-venkov, vùng Jihomoravský, Cộng hòa Séc.